# Rafael Mullor Grau
Rafael Mullor Grau (Alcoy, Alicante, 1962) is een hedendaags Spaans componist, muziekpedagoog, dirigent en klarinettist.

## Levensloop
Mullor Grau kreeg zijn eerste muziekles in zijn geboorteplaats. Later studeerde hij aan het Conservatorio Superior de Música "Oscar Esplá" te Alicante, aan het Conservatorio Superior de Música "Joaquín Rodrigo" te Valencia en aan de Universidad de Alicante compositie, koor- en orkestdirectie onder andere bij Amando Blanquer Ponsoda, Eduardo Cifre Gallego en Manuel Galduf Verdeguer.
Hij was klarinettist van de Banda de Música Unión Musical de Alcoi van 1970 tot 1985 en sinds 1991 is hij dirigent. Verder is hij violist in het Orquesta Sinfónica Alcoyana, het Orquesta de San Vicente, het Orquesta de Cámara Ciudad de Elx en het Orquesta del Conservatorio de Alicante. In 1978 dirigeerde hij het koor Coral Polifónica Alcoyana. Naast de bovengenoemde banda dirigeerde hij de Banda de Música de El Delirio de Gorga, de Banda de Música de la Societat Música Nova de Alcoi, de Banda Primitiva de Alcoi, de Banda de Música de la Sociedad Unión Musical Contestana de Cocentaina, de Banda de Música Sociedad Unión Artístico Musical de Ontinyent en de Banda de Música la Unión Musical de Montesa. 
Tegenwoordig is hij professor voor compositie aan het Conservatorio Profesional de Música de Xàtiva. 
Als componist schrijft hij vooral voor banda's. Zijn composities zijn met talrijke prijzen en onderscheidingen bekroond en werden op verschillende wedstrijden als verplicht werk geprogrammeerd.

## Composities

### Werken voor banda (harmonieorkest)
- 1981 Un Moro Mudéjar, marcha mora
- 1982 L'Ambaixador Cristià
- 1983 Als Llaneros Dianers, paso-doble
- 1984 L'entrà dels negres, marcha mora
- 1984 El Barranc Del Sinc, marcha cristiana
- 1988 Al Primer Tro, marcha mora
- 1992 Músic i Llanero, marcha mora
- 1992 Alférez Ligeros, ballet
- 1995 Danza Colorista, ballet
- 1995 Alcoi, Escata i Destral, marcha cristiana
- 1996 Déu del foc, ballet
- 2000 Alcázar de Elda, marcha cristiana
- 2002 Abraham, marcha mora
- 2003 Saxum, marcha cristiana
- 2003 Fanfàrria per a A.C.M.M.I.C.
- 2006 Sergio Martínez, marcha mora
- Capitán Andaluces, ballet
- Cent anys d'Unió, paso-doble
- Heroicum, symfonisch gedicht
- José Francés el Xixonenc, paso-doble
- Magentero d'Elx, marcha mora